# 布莱恩·丹宁
布莱恩·丹宁（英語：Blaine Denning，1930年9月19日—），美国NBA联盟前职业篮球运动员。